# Стрімон (міфологія)
Стрімон (дав.-гр. Στρυμόνας, Στρυμών) — персонаж давньогрецької міфології, річковий бог і фракійський цар, син Океана і Тетії. Першою дружиною його була муза Евтерпа або Калліопа, другою — Ніра.
З першою дружиною мав синів Бранга, Реса, який загинув під час Троянської війни, Олінфа і дочку Родопу, від другої — дочку Евадну. Згідно з деякими джерелами також був батьком Форбанта і Тірінфа.
На честь його названа річка.